# K-One
I K-One sono una boy band mandopop taiwanese appartenenti all'etichetta Wingman.
Altri artisti appartenenti alla compagnia sono Evonne Hsu (許慧欣), Ivy (許嘉凌, sorella di eVonne), Alicia (潘瑋儀), Vivi (夏如芝), Niki, 無限 (Freddy w Teddy), Wing, Style (浩偉 e 宏霖), e 育緯.

## Formazione
- Gino (frontman e rapper)- 30 gennaio 1980

Nome reale: 蔡尚甫 / Cai Shang Fu
Professione: ballerino, cantante, attore e conduttore televisivo
Luogo di nascita: Taiwan
Lingue parlate: cinese, dialetto taiwanese Min Nan, inglese
Ha vinto il primo premio in una competizione nazionale di danza.
- Darren (secondo frontman, repper e cantante) - 23 marzo 1982

Nome reale: 江峻銳 / Jiang Jun Rui
Nome inglese: Darren Chiang
Professione: ballerino, cantante, attore e conduttore televisivo
Luogo di nascita: Taiwan
Lingue parlate: cinese, dialetto taiwanese Min Nan, inglese
- JR (cantante) - 5 novembre 1985

Nome reale: 简孝儒 / Jian Xiao Ruo
Nome inglese: JR Chien
Professione: ballerino, cantante, attore e conduttore televisivo
Luogo di nascita: Taiwan
Lingue parlate: cinese, dialetto taiwanese Min Nan, inglese
- Li Yang (Vocalist) - 1º novembre 1978

Nome reale: 蕭立揚 / Xiao Li Yang
Nome inglese: Neo Hsiao
Professione: ballerino, cantante, attore e conduttore televisivo
Luogo di nascita: Taiwan
Lingue parlate: cinese, dialetto taiwanese Min Nan, inglese
- Kido (rapper) - 16 giugno 1982

Nome reale: 鄭人豪 / Zheng Ren Hao
Nome inglese: Kido Cheng
Professione: ballerino, cantante, attore e conduttore televisivo
Luogo di nascita: Taiwan
Lingue parlate: cinese, inglese

## Storia

### 2003
Il quintetto maschile principalmente di danza K-One fu formato da Rio Peng, con la sua compagnia Corvette Entertainment (il cui nome è stato cambiato in Wingman Entertainment nel 2006). Il primo album dei K-One non fu un gran successo, poiché c'era già un affermato gruppo con caratteristiche molto simili alle loro, gli Energy. Successivamente, il gruppo fu spostato alla compagnia Jungiery.

### 2004
Dopo lo spostamento dei K-One alla Jungiery, i membri del gruppo furono scelti per recitare nella serie televisiva Top on the Forbidden City (紫禁之巔). Gli attori protagonisti del drama erano proprio Gino e JR dei K-One, e Joanne del gruppo femminile mandopop Sweety. Anche Sam Wang dei 5566 vi ha recitato in un ruolo di supporto, e la canzone tema del drama, Twist The Fate (风云变色), era una collaborazioni con le due boy band 5566 e K-One. La strategia ebbe successo, e questa volta la fama dei K-One salì alle stelle.

### 2005
Il 30 gennaio di quest'anno, giorno del compleanno di Gino, è stato pubblicato il loro libro Heaven and Hell. A maggio dello stesso anno è stato pubblicato Love Power (勇敢去愛), secondo album del gruppo. Darren ha recitato in Mr. Fighting (格鬥天王) insieme ai 5566 ed alle Sweety. Gino ha recitato in The Prince Who Turns Into A Frog (王子變青蛙) con i 183 Club e le 7 Flowers. Kido ha recitato in Green Forest, My Home (綠光森林) con le Sweety e Leon Jay. JR ha recitato in Bear Family Physicans (Dr. Da Xiong - 大熊醫師家) con 謝祖武 e 寇乃馨. Gli altri membri hanno recitato in questo drama per pochi episodi.

### 2006
Il contratto del gruppo con la Jungiery è terminato, e decidono di tornare sotto la Wingman. Il terzo album, Love Story of Romeo and Juliet (愛的故事-羅密歐與朱利葉), è stato pubblicato ad ottobre dello stesso anno. Gino e Darren recitano nel drama Smiling Pasta (微笑Pasta), insieme a Cyndi Wang, Nicholas Teo e Joyce Zhao (Xiao Qiao) delle 7 Flowers. Li Yang recita nel drama Star Apple Garden (Legend of Star Apple - 星蘋果樂園), insieme a Matthew Ming Dao, Achel Chang ed Evonne Hsu. Darren appare nello stesso drama in un cameo.

### 2007
Quinto anniversario dei K-One. Il loro album Beautiful Commemoration (美好 紀念日) è stato pubblicato ad ottobre, il mese del loro anniversario. Al primo cd compilation della Wingman, Wingman 2007 (翼之星 2007), hanno partecipato tutti i cantanti del gruppo insieme al presidente della compagnia, ex membro dei 5566 Rio Peng. Il loro singolo The King's Way (王道) è stato pubblicato quello stesso anno a novembre. JR ha recitato nel drama Kendo Love (劍道愛), insieme ad Evan Yo e Yang Ya Zhu 杨雅筑. Darren ha recitato nel film Island Etude (练习曲), insieme a Tung Ming Hsiang.

### 2008
Gino recita nel drama Home (民視娘家), ma solo per pochi minuti.

### 2009
JR recita in un film intitolato Feng Lin Volcano (風林火山), insieme ad Ivy Hsu. Gino recita in Easy Fortune Happy Life (福氣又安康), insieme a Joe Chen Qiao En e Blue Lan Cheng Long.

## Discografia

### Album
- We r K One (17 ottobre 2003)
  1. We Are K One
  2. 孙子爱情兵法
  3. 十字星南 Southern Star
  4. 朋友的立场
  5. 急救讯号
  6. Angel
  7. 心跳任务
  8. 踢馆
  9. 出师表 (2003 mix)
  10. 古老的证明
  11. Hey Now
- Love Power 勇敢去愛 (13 maggio 2005)
  1. 勇敢去愛 Love Power
  2. 冠軍 Champion
  3. 頂尖高手 Top Gun
  4. 公主陛下 My Princess
  5. 最愛是你 I Love You the Most
  6. 繞圈圈 Spinning in Circle
  7. 失戀寵物救援行動 Unwanted Pet's Rescue
  8. Seasons in the Sun
  9. 最美的一刻 The Most Precious Moment
  10. First Love
- Love Story of Romeo & Juliet 愛的故事-羅密歐與朱利葉 (26 ottobre 2006)
  - Disco 1

  1. 羅密歐&茱麗葉 Romeo & Juliet
  2. 發現愛 Discover Love
  3. 糖梅仙子之舞(演奏曲)
  4. 浪漫舞會
  5. 胡思亂想 ft. Ivy Hsu
  6. Gossip
  7. 啟始(演奏曲)
  8. Look into my eyes
  9. 不明白 Don't Understand ft. 7朵花 Qiao En
  10. 為你再活一天 Live Another Day For You
  11. 如果沒有明天 If There Was No Tomorrow
- Beautiful Commemoration 美好 紀念日 (26 ottobre 2007)
  - Disco 1

  1. 紀念日 Anniversary
  2. 朋友的立場
  3. Angel
  4. 討好
  5. First Love
  6. 背影 Shadow
  7. 浪漫舞會
  8. 最愛是你 I Love You the Most
  9. 公主陛下 My Princess
  10. 如果沒有明天 If There Was No Tomorrow

  - Disco 2

  1. Turbo
  2. We Are K One
  3. 孫子愛情兵法
  4. 出師表 (2003 mix)
  5. 勇敢去愛 Love Power
  6. 風雲變色 Twist The Fate (ft. 5566)
  7. 為你再活一天 Live Another Day For You
  8. Look Into My Eyes
  9. 想你日記 Thinking of You Diary - JR ed Ivy Hsu
  10. 生命舞士

### Singoli
- The King's Way 王道 (26 novembre 2007)
  1. 王道 MV
  2. 王道【2007世界盃棒球賽/亞洲盃錦標賽活動指定曲】
  3. 王道 REMIX【華麗指叉版】
  4. 王道 REMIX【夢幻變速版】
  5. 王道 KALA

## Filmografia

### Drama
- Top of the Forbidden City (紫禁之巔) - Tutti i membri
- Mr. Fighting (格鬥天王) - Darren
- Prince Turns To Frog (王子變青蛙) - Gino
- Green Forest, My Home (綠光森林) - Kido
- Bear Family Physicans (Dr. Da Xiong - 大熊醫師家) - JR (tutti gli episodi) / altri membri (ospiti in alcuni episodi)
- Smiling Pasta (微笑Pasta) - Gino, Darren
- Star Apple Garden (Legend of Star Apple - 星蘋果樂園)- Li Yang, Darren (cameo)
- Kendo Love (劍道愛) - JR
- Home (民視娘家) - Gino (cameo in un episodio)
- Easy Fortune Happy Life (褔气又安康) - Gino

### Film
- Island Etude (练习曲) - Darren
- Feng-Lin Volcano (風林火山) - JR

### Programmi televisivi
- 明星隨身碟 - Tutti i membri
- 超級童盟會 - Tutti i membri
- 亞洲電臺 翼想星空 - Li Yang e Kido
- 音乐集结号 - Gino, JR, e Li Yang
- 快樂有GO正 - Gino e JR
- 综艺大喝彩 - Gino e JR
- 完全娛樂 - JR
- 愛風潮 - JR
- 瘋狂Lucky9 - JR
- 明星IFUN電 - Darren
- 愛打電玩 - Gino